# Самоковско
 Тази статия е за историко-географската област.  За общината вижте Самоков (община).  
Самоковско е историко-географска област в Западна България, около град Самоков.
Територията ѝ съвпада приблизително с някогашната Самоковска околия, а днес включва цялата община Самоков, село Чуйпетлово в община Перник и селата Плана и Долни Пасарел, както и залетите от язовир „Искър“ Горни Пасарел, Калково и Шишманово в Столична община. Разположена е в Самоковската котловина и окръжаващите я планини - Рила (на юг), Верила (на запад), Витоша (на северозапад), Плана (на север) и Шипочански рид (на който е Парк Ридо, гр.Самоков), част от Ихтиманска Средна гора и Средногорието (на изток). Граничи със Софийско и Елинпелинско на север, Ихтиманско и Пазарджишко на изток, Разложко на юг и Дупнишко и Радомирско на запад.